# 김세래
김세래(1983년 7월 16일~)는 대한민국의 만화가이다. 2007년 네이버 웹툰 마술사로 데뷔했다. 현재 마술사는 네이버 목요웹툰에 소속되어있다. 마술사는 2018.2.21 일부로 후기와 동시에 완결이 되었다

## 작품
- 마술사 (네이버 웹툰/2007년 10월 31일 ~ 2018년 2월 22일)
- 용사참수인 (네이버 웹툰/2021년 11월 12일 ~ )